# Dobrodružství Rockyho a Bullwinkla
Dobrodružství Rockyho a Bullwinkla (v anglickém originále The Adventures of Rocky & Bullwinkle) je americký fantasy film z roku 2000. Režisérem filmu je Des McAnuff. Hlavní role ve filmu ztvárnili Piper Perabo, Robert De Niro, Rene Russo, Jason Alexander a Randy Quaid.

## Obsazení
| Piper Perabo     | Karen              |
| Robert De Niro   | zloduch            |
| Rene Russo       | Natasha Fatale     |
| Jason Alexander  | Boris Badenov      |
| Randy Quaid      | Cappy von Trapment |
| Paget Brewster   | Jenny Spy          |
| Janeane Garofalo | Minnie Mogul       |
| Carl Reiner      | P.G. Biggershot    |
| John Goodman     | policista          |
| James Rebhorn    | prezident Signoff  |
| Billy Crystal    | obchodník          |
| Whoopi Goldberg  | soudkyně           |